# Heliaeschna fuliginosa
Heliaeschna fuliginosa – gatunek ważki z rodziny żagnicowatych (Aeshnidae).